# Кленовий цукор
Кленовий цукор (англ. Maple sugar) — традиційний підсолоджувач в Канаді та північно-східній частині США, що виготовляється з кленового соку (maple sap).

## Сировина для виробництва
Для виробництва кленового цукру переважно використовуються три види кленів: цукровий клен (Acer saccharum), чорний клен (A. nigrum) і червоний клен (A . rubrum). Ці сорти були обрані через високий вміст сахарози (приблизно від двох до п'яти відсотків) в соці цих видів. Однак для виробництва кленового цукру можуть використовуватися й інші (але не всі) види клена, зокрема, клен ясенелистий (Acer negundo), клен сріблястий (A. saccharinum) і клен крупнолистний (A. macrophyllum).
Аналогом кленового цукру є пальмовий цукор, зокрема, кокосовий.

## Історія та сучасна ситуація

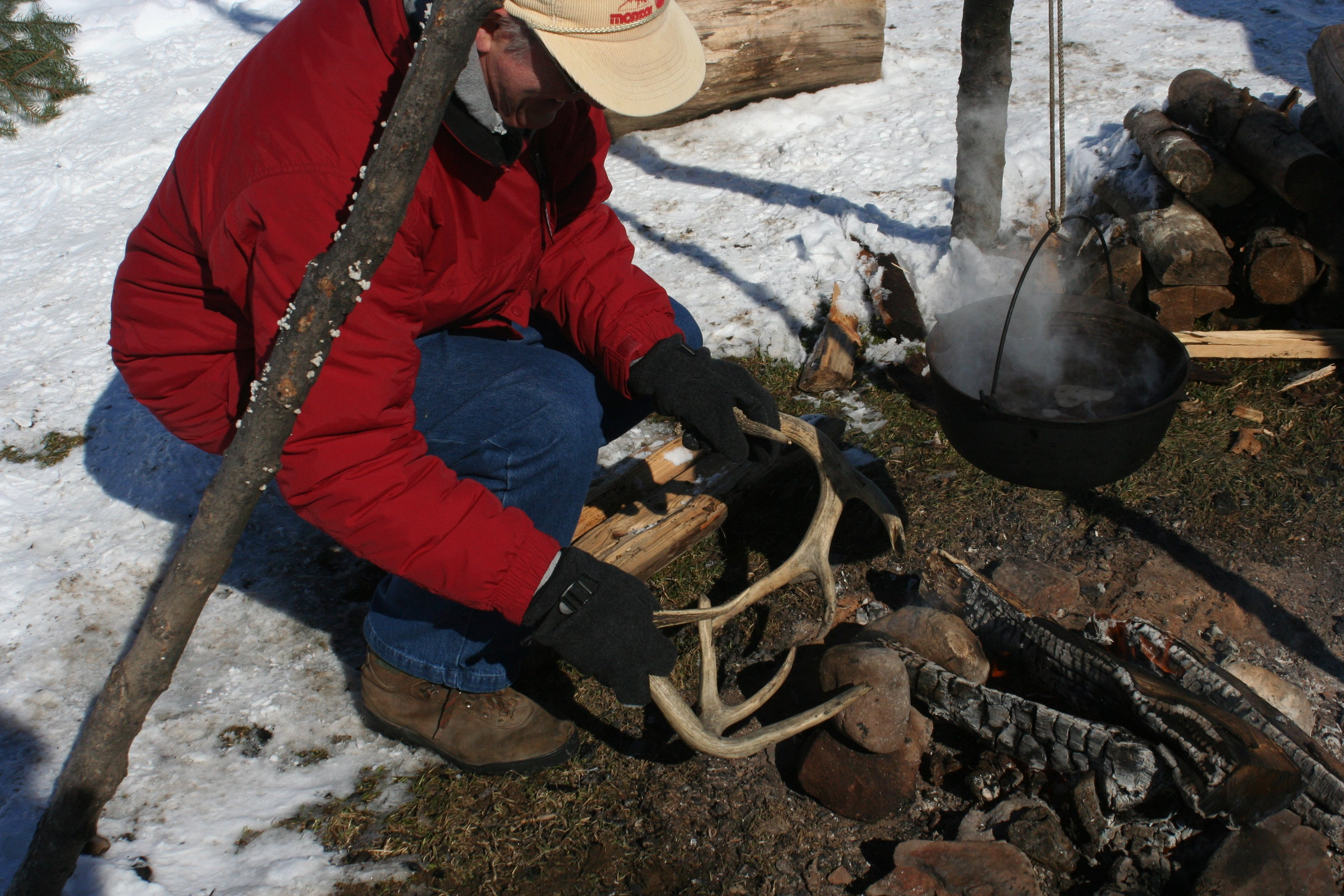
Демонстрація традиційної індіанської техніки виготовлення кленового цукру.

Виготовлення кленового цукру було відомо індіанцям доколумбової Америки, які віддавали перевагу кленовому цукру перед кленовим сиропом через зручності транспортування й зберігання. Уже перші європейські поселенці перейняли у індіанців виробництво цукру: відомо що в 1631 році англійське торговельне судно перевозило кленовий цукор з колонії Массачусетської затоки в Новий Амстердам (майбутній Нью-Йорк). До середини XVIII століття процес виробництва кленового цукру був уже досить відомий, щоб потрапити в «Енциклопедію» Дідро.
Проте, наразі основним продуктом, що одержуються з кленового соку, є кленовий сироп, що володіє більш вираженими й самобутніми смаковими властивостями. Виробництво ж кленового цукру не надто рентабельно в порівнянні з виробництвом тростинного, і, особливо, бурякового цукру, тому має обмежений масштаб.

## Правове регулювання
У Канаді кленовий цукор — це один з декількох кленових продуктів, вироблених з кленового соку або кленового сиропу, поряд з кленовим кремом і кленовою ірисками. Оскільки кленові продукти вважаються національним брендом Канади, їх якість суворо регулює місцеве законодавство.